# Rajmund z Aguilers
Rajmund z Aguilers, także Raymond d'Aguilers, Raimundus de Aguilers lub de Agiles był kronikarzem I wyprawy krzyżowej (1096-1099). 

## Życiorys
Uczestnik I wyprawy krzyżowej, początkowo w orszaku Ademara z Monteil, biskupa Puy . W drodze do Jerozolimy towarzyszył oddziałowi krzyżowców z Prowansji, dowodzonemu przez hrabiego Tuluzy Rajmunda de Saint-Gilles i był jego kapelanem.
Wiadomo tylko, że był zakonnikiem z klasztoru w Vézelay. Po zdobyciu Jerozolimy ginie po nim wszelki ślad. Jako naoczny świadek wydarzeń, jest jednym z najważniejszych kronikarzy I krucjaty. Jednakże, ze względu na to, że opisuje widzenia niektórych krzyżowców i cuda – jak na przykład odnalezienie Świętej Włóczni przez Piotra Bartłomieja – część dzisiejszych historyków nie traktuje jego pracy zbyt poważnie. Z drugiej strony, jego opis obrony Antiochii (1097-1098) wydaje się być jedynym autentycznym zapisem wydarzeń.
Jego praca nosi tytuł Historia Francorum qui ceperunt Jerusalem; pisał ją od czasu oblężenia Antiochii do końca 1099 r.  Kronika Rajmunda została przetłumaczona z łaciny na współczesną francuszczyznę w roku 1824 przez François Guizota w jego dziele "Memoires sur l'histoire de France". Tekst łaciński pojawił się drukiem znacznie wcześniej, wydany przez Jacques'a Bongarsa w roku 1611 (Gesta Dei per Francos) w Hanowerze.